# 乍得归来

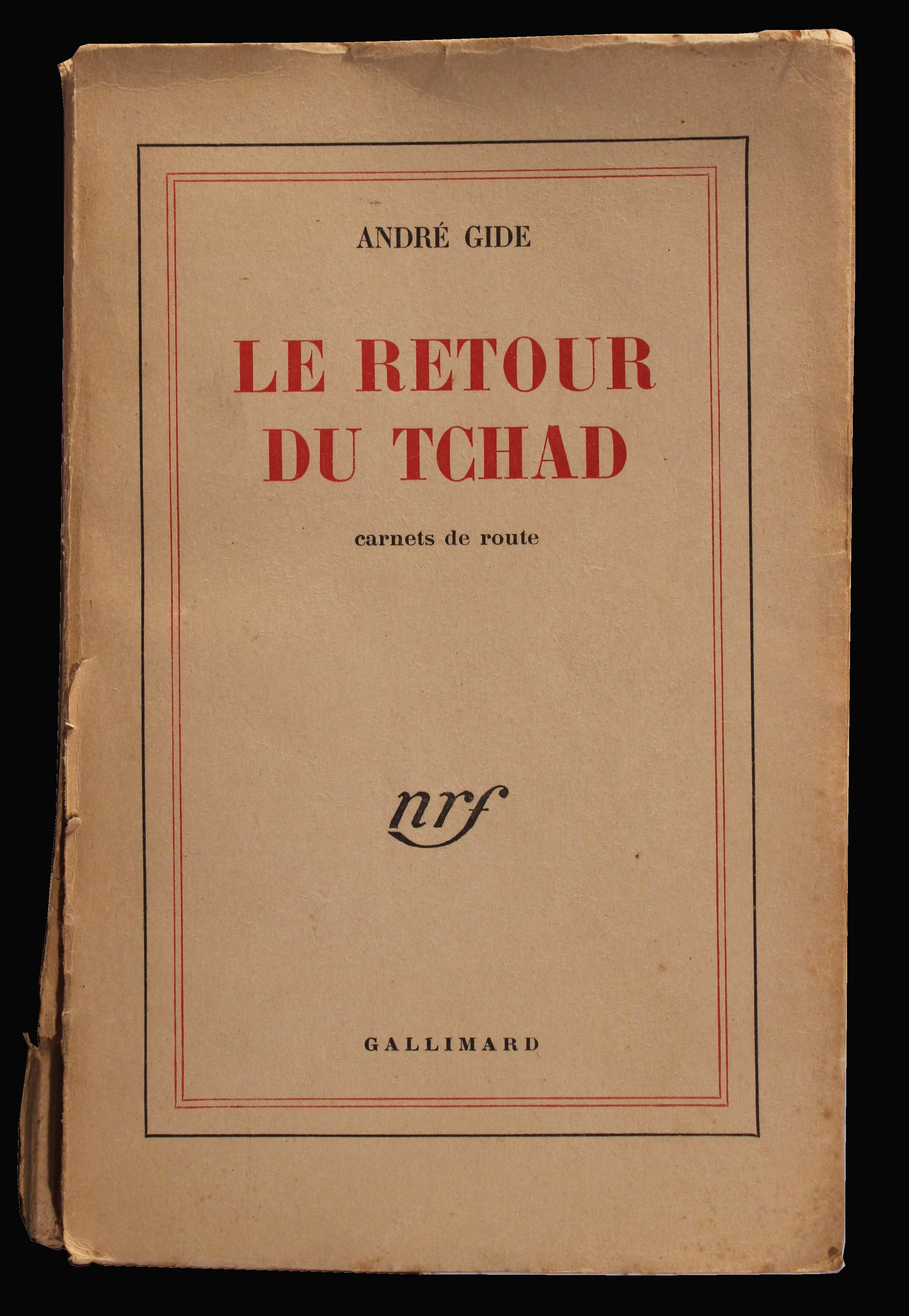
封面

《乍得归来》（Le Retour du Tchad ）是法国作家安德烈·纪德的一部旅行日记，于1928年由伽利玛出版社出版。它是前一年出版的《刚果之行》的续集。
纪德和年轻的恋人马克·阿莱格雷一起参加了非洲探险队。这段旅程开始于拉密堡（今乍得首都恩贾梅纳），1926年主要在国际联盟托管地法属喀麦隆境内。这次探险持续了大约三个月，开始在洛贡河上航行，后来一直步行到雅温得。
行程中经过了科托科人和马萨人的村庄。在这一章中，他仔细描述了马萨人的壳形建筑.
他们杀死了一只河马。

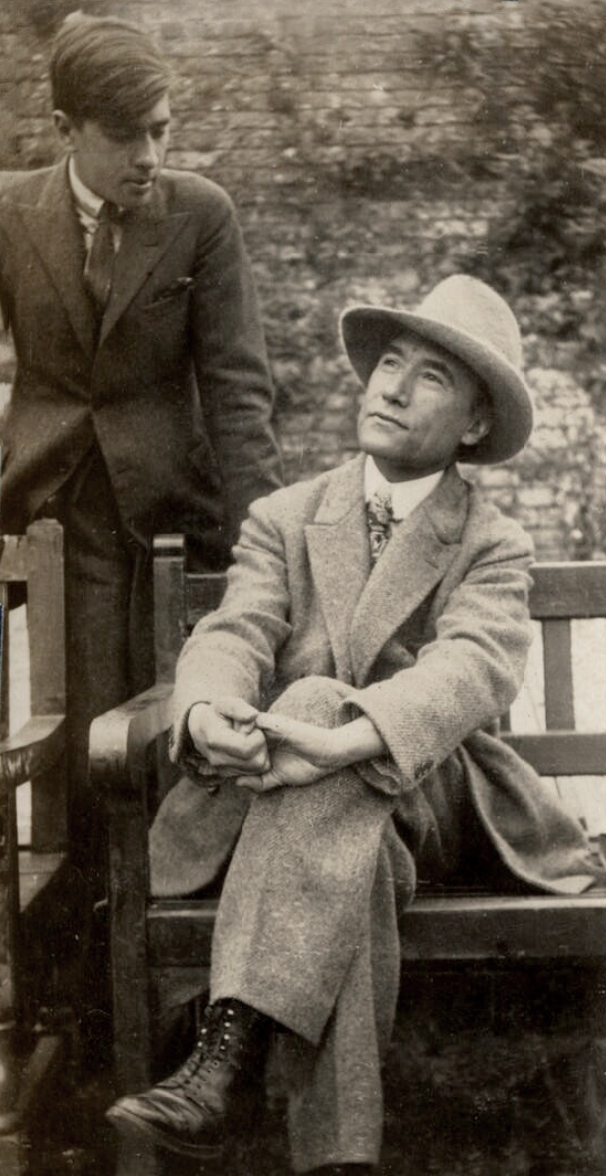
纪德和恋人马克·阿莱格雷

他们于5月3日抵达雅温得，5月7日到达杜阿拉。5月14日，从非洲启航返回。